# ديفيد أ. شيري
ديفيد أ. شيري (بالإنجليزية: David A. Cherry)‏ هو فنان ومحامي أمريكي، ولد في 14 ديسمبر 1949 في لوتون في الولايات المتحدة.